# Sagoprinsessan (målning)
Sagoprinsessan är en oljemålning av John Bauer från 1905. Den donerades 1956 av Länssparbanken till Jönköpings läns museum.
På en klipphäll står en ljushårig kvinna, iklädd vit klänning och röd mantel. I bakgrunden är övervägande del vita moln och blå himmel med i nederkant även skog. Den är ett porträtt av konsteleven Ester Ellqvist, som två år senare blev John Bauers hustru, utförd på Tjockö i Stockholms skärgård.

### Fotnoter
1. ↑  Gunnar Berglund (29 september 2012).  (på svenska)Kålgården. Läst 22 maj 2018.
2. ↑  digitalmuseum.se